# مارکوس گیرون
مارکوس گیرون (انگلیسی: Marcos Giron؛ زادهٔ ۲۴ ژوئیهٔ ۱۹۹۳) تنیس‌باز اهل ایالات متحده آمریکا است.